# Винекен, Фридрих
Фридрих Конрад Дитрих Винекен (нем. Friedrich Conrad Dietrich Wyneken; 13 мая 1810 года — 4 мая 1876 года) — конфессиональный лютеранский теолог, второй президент Лютеранской Церкви — Синод Миссури (с 1850 по 1864 год).

## Биография
Фридрих Винекен родился 13 мая 1810 года в семье пастора Хайнриха Винекена и его жены Анне Катерине. 22 мая он был крещён своим отцом в церкви Святого Андрея в Фердене. Через 5 лет Хайнрих Винекен умер, и его вдова была вынуждена одна воспитывать одиннадцать детей. После окончания гимназии в Фердене, Фридрих поступил в Гёттингенский университет, однако вскоре перевёлся в университет Галле. После окончания образования он работал учителем в частных и государственных школах. В 1838 году Винекен эмигрировал в Северную Америку.
Вскоре после прибытия из Германии в Балтимор, Винекен был рукоположен в пасторский сан. Затем он занимался миссионерской деятельностью в Огайо, Индиане и Мичигане, был пастором в Форт-Уэйн и Адамс Каунти, штат Индиана. В 1845 году он был призван в Балтимор, а спустя пять лет стал пастором церкви Святой Троицы в Сент-Луисе. Его последним приходом стала  церковь Святой Троицы в Кливленде (с 1864 по 1875 года).
В 1850 году Винекен был избран президентом Синода Миссури, и занимал эту должность в течение 14 лет.